# Mila Pieralli
Mila Pieralli (Firenze, 5 febbraio 1932 – Scandicci, 8 dicembre 2013) è stata una politica italiana.

## Biografia

### Origini
Nacque a Firenze da padre taxista, ucciso dai fascisti il 4 agosto 1944, e madre sarta. Iniziò a 12 anni a lavorare alla Pesenti, una fabbrica di confezioni da uomo.

### Carriera politica
Si impegnò nelle lotte sindacali fin da giovanissima e nel 1946 si iscrisse al Partito comunista italiano divenendo funzionaria della Federazione giovanile comunista nel 1949. Fu consigliera comunale nella giunta Bargellini di Palazzo Vecchio dal 1966 al 1970. Successivamente dal 1970 al 1980 fu assessore alla Pubblica istruzione della Provincia di Firenze; in questo ruolo dette un grande impulso all'edilizia scolastica provinciale ed alla qualificazione degli ambienti educativi.
Eletta sindaco nel Comune di Scandicci nel 1980, succedette ad Alberto Turchi dando vita a una giunta monocolore comunista. Il primo mandato Pieralli si apriva al termine di una straordinaria esplosione demografica della città di Scandicci; la nuova giunta affrontò dunque il problema di dare una struttura ed una identità a una comunità trasformatasi in pochi anni "da borgo a città".
Le due scelte decisive della sua amministrazione furono dunque l'affidare allo Studio Gregotti e associati la preparazione di un nuovo piano regolatore (1982), e nello stesso tempo di puntare sul rafforzamento delle strutture educative e culturali.
Si adoperò infatti per lo sviluppo dell'edilizia scolastica, per dare un assetto moderno alla Biblioteca civica e per l'apertura del Teatro Studio con l'obbiettivo non solo di ospitare rappresentazioni, ma soprattutto di promuovere nuove sperimentazioni teatrali. Carattere forte e deciso, si distinse anche nel difendere l'immagine della città identificata come luogo d'azione del Mostro di Firenze, o quando non esitò a requisire la grande Villa di Castelpulci per ospitare un gruppo di famiglie sfrattate. Rieletta nel 1985, concluse il mandato nel 1990 passando il testimone a Giovanni Bechelli. Nel 1990 venne eletta Presidenti della Provincia di Firenze. restando in carica per cinque anni.
Dal 1995 fu anche Presidente provinciale della Associazione nazionale partigiani d’Italia (ANPI), e poi presidente della sezione toscana della Lega delle Autonomie

## Omaggi
- Il Teatro Studio di Scandicci è stato a lei dedicato[2].[3]